# Horn-Bad Meinberg
Horn-Bad Meinberg è una città tedesca di 17 142 abitanti situata nel circondario della Lippe, nella Renania Settentrionale-Vestfalia.

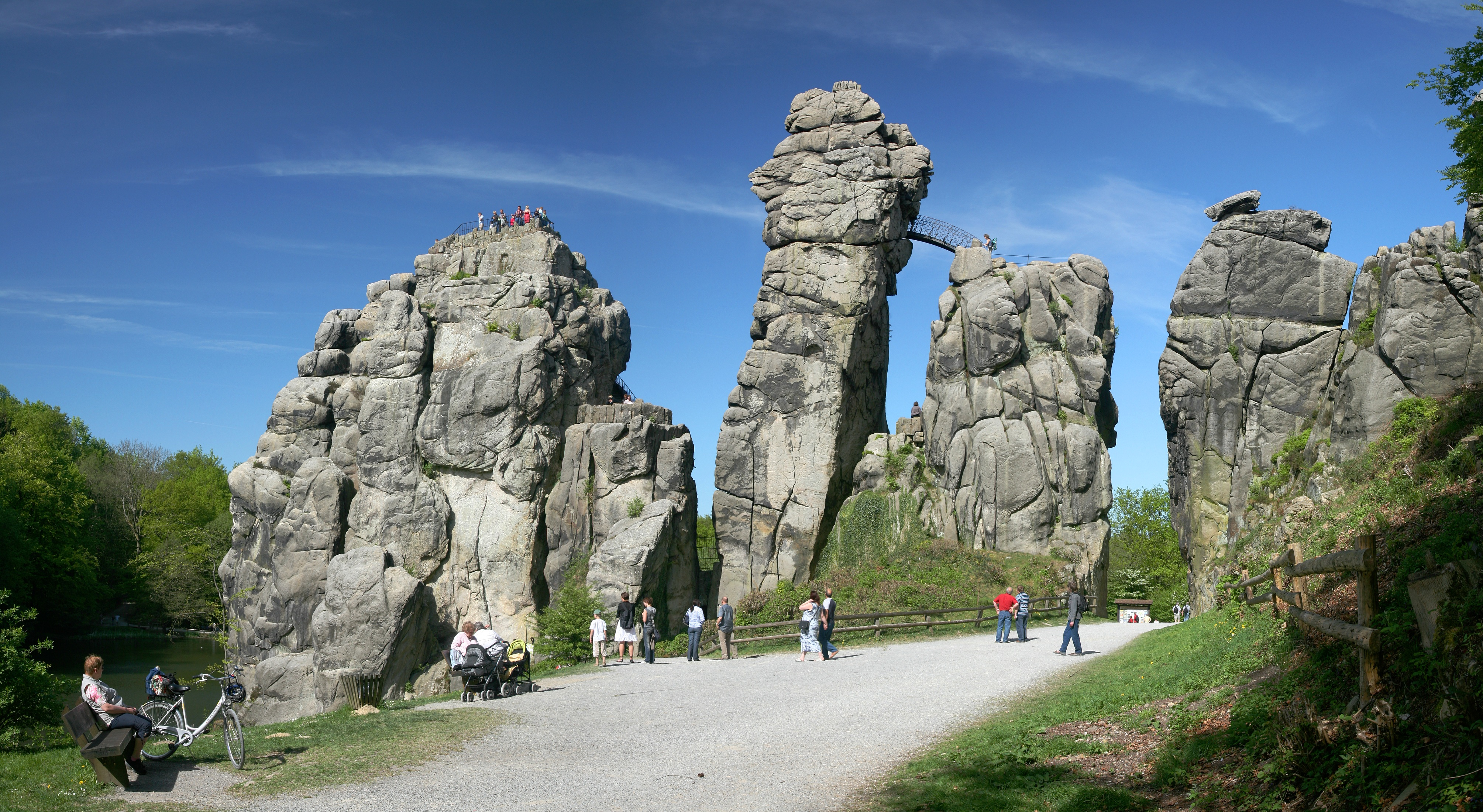
Le Externsteine.

Non distante da Horn-Bad Meinberg, nella foresta di Teutoburgo, si trovano le Externsteine, una formazione rocciosa arenacea modellata dai processi erosivi come un caratteristico insieme di alte e strette colonne di roccia.